# 그날 이후
그날 이후(The Day After)는 1983년 11월 20일 미국 ABC 방송에서 방영된 TV 영화이다. 이 영화는 NATO 연합군과 바르샤바 조약기구 사이의 전쟁이 급속도로 확대된 핵전쟁을 그린 영화이다. 캔자스주와 캔자스시티, 미주리주 등 핵미사일 기지가 근처에 살고 있는 주민들의 이야기를 다루고 있다. 이 영화는 에드워드 흄(Edward Hume)이 극본을 쓰고, 니콜라스 메이어(Nicholas Meyer)가 감독을 맡았다.
핵전쟁을 그린 대표적인 작품으로 핵폭발 이후 생길 수 있는 사건에 대해 사실적인 묘사를 했다는 평을 받고 있다.
이후 2004년 5월, 이 영화는 DVD로도 출시되었다.

## 출연

### 주연
- 제이슨 로바즈
- 조베스 윌리암스

### 조연
- 스티브 구텐버그
- 존 컬럼
- 존 리스고
- 비비 베쉬
- 로리 레딘
- 에이미 메디건
- 제프 이스트
- 지오건 존슨
- 윌리엄 알렌 영
- 칼빈 정
- 린 맥카시
- 데니스 립스콤
- 클레이턴 데이
- 윌리엄 알린
- 파멜라 브라운
- 조나단 에스트린
- 스티븐 퍼스트
- 알리스 하워드
- 로잔나 허프만
- 바바라 해리스
- 매디슨 메이슨
- 바핸 무세키언
- 조지 페트리
- 글렌 로바즈
- 톰 스프라틀리
- 해리 버진
- 웨인 나이트
- 알렉스 반
- 허크 하비
- 유진 잭슨
- 데이빗 코프만
- 존 라파에트
- 랜디 로웰

## 기타
- 협력프로듀서: 스테파니 오스틴
- 조감독: 스티븐-찰스 자프
- 미술: 피터 울리
- 세트: 메리 앤 굿
- 배역: 행크 맥캔